# Campbell (Misuri)
Campbell es una ciudad ubicada en el condado de Dunklin en el estado estadounidense de Misuri. En el Censo de 2010 tenía una población de 1992 habitantes y una densidad poblacional de 547,8 personas por km².

## Geografía
Campbell se encuentra ubicada en las coordenadas 36°29′35″N 90°4′34″O / 36.49306, -90.07611. Según la Oficina del Censo de los Estados Unidos, Campbell tiene una superficie total de 3.64 km², de la cual 3.64 km² corresponden a tierra firme y (0%) 0 km² es agua.

## Demografía
Según el censo de 2010, había 1992 personas residiendo en Campbell. La densidad de población era de 547,8 hab./km². De los 1992 habitantes, Campbell estaba compuesto por el 97.84% blancos, el 0.1% eran afroamericanos, el 0.25% eran amerindios, el 0.05% eran asiáticos, el 0% eran isleños del Pacífico, el 0.45% eran de otras razas y el 1.31% pertenecían a dos o más razas. Del total de la población el 2.11% eran hispanos o latinos de cualquier raza.